# 重野なおき
重野 なおき（しげの なおき、本名：重野 直樹、1976年12月28日 - ）は、日本の漫画家。千葉県出身。千葉県立柏井高等学校、山梨学院大学法学部卒業。血液型はO型。妻は同じく漫画家の藤島じゅん。

## 概要
みずしな孝之、小坂俊史、神奈川のりこ、あっきうらの漫画家と親交がある。特に小坂とは親交が深く、共同で同人誌サークル「ジャポニカ自由帳」を結成、共著で作品集を出している。
デビュー前は教師を目指していたことから、中学校社会科・高等学校公民科一種教員免許状を所有している。
天然パーマで、数か月散髪をしないと髪がもさもさになることから、あだ名は「アフロ」。妻・藤島じゅんのブログでは「マリモ」と呼ばれており、実際に太い眉毛があるマリモ姿で登場している。なお、藤島の同人誌などでは人の形で書かれることもある。
趣味は麻雀、野球観戦（福岡ソフトバンクホークスファン）など。音楽はthe castanetsのファン。
作者の作風の特徴として、ほぼ全ての連載の1ページ目はページ上部、または下部に大コマ（扉絵）があり、その中に漫画のタイトル・連載回などが記載されている（ただし「じょしもん」のみ1ページ目は左右に分割された右側に扉絵・タイトルがある）。また、4コマのタイトルが、その4コマ目（8コマ目）のオチに対するツッコミ的な内容（例：「ひまじん」にてつぐみが目覚まし時計と間違って緑丸を叩き潰してしまった内容の4コマのタイトルが「隣に置いとくから」、のように）になっていることが多い（他の4コマ漫画ではあまり見られない）ことが挙げられる。もう一つの特徴は、作内のセリフの感嘆符（!）は、どの作品も「!!」のように2個使用している（同業の作家としては小坂俊史なども追従している）。ふきだしの外の手書きのセリフも同様2個使用である。

## 来歴
父はJALの整備士、母は洋裁学校講師という一家に生まれる。兄は版画家の重野克明。
1999年、大学卒業後に竹書房の雑誌『まんがライフ』にて「さかさま大学ノート」でデビュー。現在は、竹書房の4コマ雑誌、一般誌の白泉社の『ヤングアニマル』と系列のウェブコミック『マンガPark』で連載を行っている。かつては芳文社、双葉社の4コマ誌（4コマ漫画専門雑誌）などで作品を発表していた。双葉社の4コマ漫画雑誌で2018年6月時点で唯一連載していた『うちの大家族』が同月で連載終了し、以後約2年半にわたり4コマ漫画誌上の定期連載がゼロだった時期があったが、2020年12月に『まんがライフオリジナル』上で『雑兵めし物語』の連載が開始されたことにより4コマ誌に復帰した。
また、同人作家としても活躍し、商業誌以外でも同人誌即売会で作品を発表している。
2004年10月29日には「重野なおきスリーランフェア」と銘打って、竹書房・双葉社・白泉社の3社から同時に単行本が発売され、3冊同時にサイン会が行われた。2006年9月12日の日記と同日発売の『すくすくパラダイス』で結婚していることを公表。また、2009年3月16日の日記で妻が第2子を出産したことを公表した。現在は2児の父。
以前は8コマ漫画や同人を中心にショートストーリー系の漫画も描いていたが、現在は4コマ漫画のみ描いている。連載作品が終了した場合、同じ雑誌での新作の新連載は行わないケースが多い。
当初は学園物などの現代劇を主に描いていたが、2008年の『信長の忍び』以降は戦国時代を扱った歴史物4コマを主に描いており、『雀荘のサエコさん』の連載を2020年7月に終了して以降、現代劇の定期連載の新作は発表していない。
親交のあるみずしな孝之によれば、重野の執筆ペースは2016年時点では月産60ページにのぼり、「日本でいちばん多作な4コマ漫画家のひとり」ではないかとしている。2020年の『政宗さまと景綱くん』終了後時点では、執筆ペースを月産24ページ（3作）に落としている。
2016年、『信長の忍び』が重野作品としては初めてテレビアニメ化された。

## 作品リスト

### 連載
- Good Morning ティーチャー（『まんがライフ』1999年10月号 - 2012年6月号、『まんがくらぶオリジナル』2001年1月号 - 2011年5月号）
- ぼくの彼女はウエートレス（『まんがホーム』2000年1月号 - 2004年4月号、『まんがタイムオリジナル』2002年2月号 - 2003年5月号）
- ひまじん（『まんがタイムジャンボ』2000年8月号 - 2009年10月号、『まんがタイム』2010年4月号 - 2012年10月号）
- 千秋しまってこー!!（『まんがライフMOMO』2001年 - 2008年）
- うちの大家族（『まんがタウン』2005年5月号 - 2018年7月号、『コミックハイ!』2006年9月号 - 2011年10月号、『まんがタウンオリジナル』2002年12月号 - 2006年9月号）
- たびびと（『まんがタイム』2003年5月号 - 2010年3月号、『まんがタイムジャンボ』2003年12月号 - 2004年8月号）
- のの美捜査中!（『ヤングアニマル』2003年10号 - 2007年21号）
- オチつく家族（『全部ホンネの笑える話』[注 7]2007年 - 2008年） - 重野の家族を題材にしたエッセイ4コマ漫画。
- よんこまのこ（『すくすくパラダイス』Vol.1 - Vol.29、Vol.30以後は『まんがライフオリジナル』掲載分の再録、『まんがライフオリジナル』2011年11月号 - 2017年6月号） - 作者自身の家族を題材にしたエッセイ4コマ[注 8]。
- 信長の忍び[6]（『ヤングアニマル』2008年No.12 - 2025年No.15[7]）
- じょしもん（『まんがタイムジャンボ』2009年12月号 - 2014年6月号）
  - 生物図鑑（『まんがタイムジャンボ』2010年5月号 - 2012年8月号） - 目次の4コマ。
- 雀荘のサエコさん（『近代麻雀オリジナル』2010年6月号・10月号ゲスト、2012年5月号 - 2013年12月号、『近代麻雀』2014年1月15日号 - 2020年9月号）
- 戦国雀王のぶながさん（『ヤングアニマル嵐』2010年No.7 - 2012年No.2）
- 信長の忍び外伝 尾張統一記（『ヤングアニマル嵐』2012年No.12 - 2017年No.6）
- 軍師 黒田官兵衛伝（『ヤングアニマルDensi』→『マンガPark』2013年4月26日 - ）
- 政宗さまと景綱くん（『コミック乱ツインズ 戦国武将列伝』2013年12月号 - 2016年8月号→『コミック乱ツインズ』2016年11月号 - 2020年8月号）
- 真田魂（『ヤングアニマルDensi』→『マンガPark』2015年1月30日 - ）
- 明智光秀放浪記（『マンガPark』2019年7月30日 - 同年12月12日）
- 雑兵めし物語（『まんがライフオリジナル』2021年1月号 - ）
- 殺っちゃえ!! 宇喜多さん（『コミック乱ツインズ』2021年4月号 - ）
- 石田三成の妻は大変（『月刊まんがタウン』2022年7月号 - 2024年1月号[8]→『webアクション』2024年1月26日 - ）

### 書籍
※記事のある作品については、書誌情報の詳細は作品記事を参照のこと
- 『Good Morning ティーチャー』、竹書房〈バンブーコミックス〉2001年 - 2012年、全14巻
- 『ぼくの彼女はウエートレス』、芳文社〈まんがタイムコミックス〉2002年 - 2004年、全3巻
- 『ひまじん』、芳文社〈まんがタイムコミックス〉2002年 - 2012年、全7巻
- 『たびびと』、芳文社〈まんがタイムコミックス〉2004年 - 2010年、全5巻
- 『のの美捜査中!』、白泉社〈ジェッツコミックス〉2004年 - 2008年、全5巻
- 『うちの大家族』、双葉社〈アクションコミックス〉2004年 - 2018年、全15巻
- 『千秋しまってこー!!』、竹書房〈バンブーコミックス〉2005年 - 2008年、全3巻
- 『ふたりごと自由帳』、共著：小坂俊史、芳文社〈まんがタイムコミックス〉、2007年7月6日発売、ISBN 978-4-8322-6555-4、続刊は未定
- 『信長の忍び』、白泉社〈ジェッツコミックス→ヤングアニマルコミックス〉2009年 - 、既刊22巻（2025年1月29日現在）
- 『オチつく家族』、共著：藤島じゅん、秋田書店〈Akita Essay Collection〉、2009年9月4日発売、ISBN 978-4-253-10717-4
- 『よんこまのこ』、竹書房〈すくパラセレクション〉2010年 - 2017年、既刊6巻
- 『じょしもん』、芳文社〈まんがタイムコミックス〉2011年 - 2014年、全4巻
- 『戦国雀王のぶながさん』、白泉社〈ジェッツコミックス〉2012年、全1巻
- 『軍師 黒田官兵衛伝』、白泉社〈ジェッツコミックス→ヤングアニマルコミックス〉2014年 - 、既刊7巻（2025年4月28日現在）
- 『信長の忍び外伝 尾張統一記』、白泉社〈ジェッツコミックス〉2014年 - 2017年、全3巻
- 『雀荘のサエコさん』、竹書房〈近代麻雀コミックス〉2014年 - 2020年、全5巻
- 『政宗さまと景綱くん』、リイド社〈SPコミックス〉2015年 - 2020年、全4巻
- 『真田魂』、白泉社〈ジェッツコミックス〉2016年 - 、既刊5巻（2025年4月28日現在）
- 『明智光秀放浪記』、白泉社〈ヤングアニマルコミックス〉2019年、全1巻
- 『雑兵めし物語』、竹書房〈バンブーコミックス〉2022年 - 、既刊3巻（2025年1月29日現在）
- 『殺っちゃえ!! 宇喜多さん』、リイド社〈SPコミックス〉2023年 - 、既刊2巻（2025年1月29日現在）
- 『石田三成の妻は大変』、双葉社〈アクションコミックス〉2024年 - 、既刊1巻（2024年2月29日現在）